# 廖鏜
廖鏜（？年—？年），一作廖堂，明朝宦官，約與劉瑾同期。

## 生平
正德九年（1514年），任平川（今陝西省延川縣）鎮守，時陝西巡撫缺職，與其弟廖鵬、侄廖鎧，大肆搜刮民財，幾至民怨沸騰。後為巡按陝西之監察御史王廷相嚴懲。後廖鏜暗中構陷陳壽、王廷相等，廷相貶贛榆縣丞。